# Shéhérazade (Ravel)
Shéhérazade Op. 41 è un ciclo di canzoni scritto nel 1903 dal compositore francese Maurice Ravel, su testi di Léon Leclère (1874-1966), sotto lo pseudonimo di Tristan Klingsor.

## Storia
Shéhérazade è il titolo di due opere del compositore francese Maurice Ravel. Entrambe hanno le loro origini nell'attrazione che provava il compositore per Shahrazād, eroina e narratrice di Le mille e una notte. Il primo lavoro, Shéhérazade, ouverture de féerie, una ouverture (1898), primo brano orchestrale sopravvissuto di Ravel, non fu ben accolto alla sua prima esecuzione ed in seguito non è mai stato tra i suoi lavori più popolari. Quattro anni dopo ebbe un successo molto maggiore con questo ciclo di canzoni con un titolo simile che, a differenza del primo, è rimasto nel repertorio normale ed è stato registrato molte volte.
Entrambe le composizioni sono influenzate dai compositori russi, in particolare Rimskij-Korsakov, che aveva scritto una Shahrazād nel 1888. La prima composizione fu fortemente influenzata dalla musica russa, la seconda ha usato un testo ispirato al poema sinfonico di Rimsky-Korsakov. La relazione musicale tra l'ouverture e il ciclo di canzone è molto tenue.

## Analisi musicale
L'esotismo delle Mille e una notte continuava a interessare Ravel. Nei primi anni del XX secolo incontrò il poeta Tristan Klingsor, che aveva recentemente pubblicato una raccolta di poesie in versi liberi con il titolo Shéhérazade, ispirata all'omonima suite sinfonica di Rimskij-Korsakov, un'opera che Ravel ammirava molto. Ravel e Klingsor erano membri di un cenacolo di giovani artisti creativi che si definivano Les Apaches (I teppisti); il poeta lesse al gruppo alcuni dei suoi nuovi versi e Ravel fu subito colpito dall'idea di metterne tre in musica. Chiese quindi a Klingsor di apportare alcune piccole modifiche prima di iniziare a lavorare sulla musica.
Il ciclo di canzoni di Ravel è per mezzosoprano (o tenore) solista e orchestra, sulle parole di "Asie", "La flûte enchantée" e "L'indifférent" di Klingsor. Fu eseguita per la prima volta il 17 marzo 1904 in un concerto della Société Nationale alla Salle Nouveau Théâtre di Parigi, con Jeanne Hatto e l'orchestra della Société Nationale diretta da Alfred Cortot. Le tre canzoni del ciclo sono dedicate individualmente dal compositore a Hatto ("Asie"), Madame René de Saint-Marceaux ("La flûte enchantée") ed Emma Bardac ("L'indifférent").
È in discussione se Shéhérazade, ouverture de féerie e questo ciclo di canzoni siano musicalmente correlati. Secondo il biografo di Ravel Arbie Orenstein, c'è poca connessione melodica tra l'ouverture e il ciclo, con l'eccezione del tema di apertura della prima canzone, "Asie", che usa un tema basato su una scala modalmente flessa, simile ad una vicino all'inizio dell'ouverture. Ravel originariamente concepì il ciclo con "Asie" per ultima e questo ordine fu adottato alla première, ma la sua preferenza finale, nella partitura pubblicata, dà una sequenza in costante diminuzione di intensità; la critica musicale Caroline Rae scrive che la musica passa "dalla ricca voluttuosità e il gentile lirismo alla languida sensualità".

### Orchestrazione
Il pezzo è orchestrato per orchestra e voce media:
- mezzosoprano, orchestra
- ottavino, 2 flauti, 2 oboi, corno inglese, 2 clarinetti, 2 fagotti
- 4 corni, 2 trombe, 3 tromboni, tuba
- timpani, grancassa, triangolo, piatti, tamburello, rullante, tam-tam, glockenspiel
- celesta, 2 arpe, archi

### Asie
La prima, e più lunga, canzone delle tre è nella chiave oscura di mi bemolle minore. In genere dura dieci minuti di esecuzione. È, nelle parole della Rae, "un panorama di fantasia orientale che evoca l'Arabia, l'India e, in un culmine drammatico, la Cina". Con le parole continuamente ripetute "je voudrais voir..." ("Mi piacerebbe vedere..." o "Voglio vedere..."), il poeta, o il suo immaginario narratore, sogna di fuggire dalla vita quotidiana in una fantasia europea di asiatiche lusinghe. La musica aumenta di intensità man mano che la sua immaginazione diventa più febbrile, fino a placarsi per terminare placidamente, nel mondo reale.
Vieux pays merveilleux des contes de nourrice

Où dort la fantaisie comme une impératrice,

En sa forêt tout emplie de mystère.

Asie, je voudrais m'en aller avec la goëlette

Qui se berce ce soir dans le port

Mystérieuse et solitaire,

Et qui déploie enfin ses voiles violettes

Comme un immense oiseau de nuit dans le ciel d'or.

Je voudrais m'en aller vers des îles de fleurs,

En écoutant chanter la mer perverse

Sur un vieux rythme ensorceleur.

Je voudrais voir Damas et les villes de Perse

Avec les minarets légers dans l'air.

Je voudrais voir de beaux turbans de soie

Sur des visages noirs aux dents claires;

Je voudrais voir des yeux sombres d'amour

Et des prunelles brillantes de joie

En des peaux jaunes comme des oranges;

Je voudrais voir des vêtements de velours

Et des habits à longues franges.

Je voudrais voir des calumets entre des bouches

Tout entourées de barbe blanche;

Je voudrais voir d'âpres marchands aux regards louches,

Et des cadis, et des vizirs

Qui du seul mouvement de leur doigt qui se penche

Accordent vie ou mort au gré de leur désir.

Je voudrais voir la Perse, et l'Inde, et puis la Chine,

Les mandarins ventrus sous les ombrelles,

Et les princesses aux mains fines,

Et les lettrés qui se querellent

Sur la poésie et sur la beauté;

Je voudrais m'attarder au palais enchanté

Et comme un voyageur étranger

Contempler à loisir des paysages peints

Sur des étoffes en des cadres de sapin,

Avec un personnage au milieu d'un verger;

Je voudrais voir des assassins souriants

Du bourreau qui coupe un cou d'innocent

Avec son grand sabre courbé d'Orient.

Je voudrais voir des pauvres et des reines;

Je voudrais voir des roses et du sang;

Je voudrais voir mourir d'amour ou bien de haine.

Et puis m'en revenir plus tard

Narrer mon aventure aux curieux de rêves

En élevant comme Sindbad ma vieille tasse arabe

De temps en temps jusqu'à mes lèvres

Pour interrompre le conte avec art....»
Antica, meravigliosa terra di storie della balia

Dove la fantasia dorme come un'imperatrice,

Nella sua foresta piena di mistero.

Asia, voglio salpare sulla goletta

Che si culla nel porto questa sera

Misteriosa e solitaria,

E infine dispiega le vele viola

Come un vasto uccello notturno nel cielo dorato.

Voglio salpare per le isole di fiori,

Ascoltando il canto del mare perverso

Ad un vecchio ritmo affascinante.

Voglio vedere Damasco e le città della Persia

Con i loro sottili minareti in aria.

Voglio vedere bellissimi turbanti di seta

Su facce scure con denti luccicanti;

Voglio vedere gli occhi scuri e amorosi

E le pupille scintillanti di gioia

In pelli gialle come le arance;

Voglio vedere mantelli di velluto

E abiti con lunghe frange.

Voglio vedere lunghe pipe nelle labbra

Circondata da barbe bianche;

Voglio vedere mercanti furbi con occhiate sospettose,

E cadis e visir

Chi con un movimento del dito piegato

Decretare la vita o la morte, per capriccio.

Voglio vedere la Persia, l'India e poi la Cina,

Mandarini panciuti sotto gli ombrelli

Principesse con mani delicate,

E gli studiosi discutono

A proposito di poesia e bellezza;

Voglio indugiare nel palazzo incantato

E come un viaggiatore straniero

Contempla a piacimento paesaggi dipinti

Su tela con cornici di pino,

Con una figura nel mezzo di un frutteto;

Voglio vedere gli assassini sorridere

Mentre il boia taglia una testa innocente

Con la sua grande sciabola orientale curva.

Voglio vedere poveri e regine;

Voglio vedere rose e sangue;

Voglio vedere quelli che muoiono per amore o, meglio, per odio.

E poi per tornare a casa più tardi

Raccontare la mia avventura a persone interessate ai sogni

Alzare - come Sinbad - la mia vecchia coppa araba

Di tanto in tanto alle mie labbra

Per interrompere la narrazione ad arte...»

### La flûte enchantée
In questa canzone una giovane schiava che si prende cura del suo padrone addormentato, ode il suo amante suonare il suo flauto all'esterno. La musica, un misto di tristezza e gioia, le sembra un bacio che le vola dal suo amato. La melodia del flauto è caratterizzata dall'uso del Modo frigio.
Coiffé d'un bonnet conique de soie

Et son long nez jaune en sa barbe blanche.

Mais moi, je suis éveillée encore

Et j'écoute au dehors

Une chanson de flûte où s'épanche

Tour à tour la tristesse ou la joie.

Un air tour à tour langoureux ou frivole

Que mon amoureux chéri joue,

Et quand je m'approche de la croisée

Il me semble que chaque note s'envole

De la flûte vers ma joue

Comme un mystérieux baiser.»
Nel suo cappello di seta conico

Con il suo lungo naso giallo nella barba bianca.

Ma sono ancora sveglia

E dal di fuori odo

Una canzone per flauto, che sgorga

A turno, tristezza e gioia.

Una melodia a volte langorosa e spensierata

Che il mio caro amante sta suonando,

E quando mi avvicino alla finestra reticolare

Mi sembra che ogni nota voli

Dal flauto alla mia guancia

Come un bacio misterioso.»

### L'indifférent
L'ultima canzone del ciclo ha suscitato molte congetture. Il poeta, o il suo immaginario narratore, è molto preso dal fascino di una giovane persona androgina, ma non riesce a convincerlo ad andare nella casa di lui, o di lei, per bere vino. Non è chiaro se l'ammiratore del ragazzo sia un maschio o una femmina; uno dei colleghi di Ravel ha espresso la forte speranza che la canzone venga cantata da una donna, come di consueto.  La canzone è in mi maggiore, con motivi oscillanti sugli archi  nell'accompagnamento orchestrale che, secondo la Rae, ricordano i Nocturnes di Debussy.
Jeune étranger,

Et la courbe fine

De ton beau visage de duvet ombragé

Est plus séduisante encore de ligne.

Ta lèvre chante sur le pas de ma porte

Une langue inconnue et charmante

Comme une musique fausse....

Entre!

Et que mon vin te réconforte....

Mais non, tu passes

Et de mon seuil je te vois t’éloigner

Me faisant un dernier geste avec grâce,

Et la hanche légèrement ployée

Par ta démarche féminine et lasse....»
Giovane straniero,

E la bella curva

Del tuo bellissimo viso ombreggiato

Ancora più attraente è la linea.

Il tuo labbro canta sulla mia porta

Una lingua sconosciuta e affascinante

Come la musica stonata....

Vieni dentro!

E possa il mio vino confortarti ...

Ma no, tu passi

E dalla mia soglia ti vedo allontanarti

Facendo un ultimo gesto con grazia,

L'anca leggermente piegata

Con il tuo approccio femminile e languido...»
Una esecuzione tipica del ciclo dura circa 15–16 minuti in totale, comprese:
- Asie: 9–10 minuti
- La flûte enchantée: circa 3 minuti
- L'indifférent: circa 3 minuti. Fonte: incisioni Decca 1963 and HMV 1967.[13]

### Discografia
- Régine Crespin (soprano) e l'Orchestre de la Suisse Romande, diretta da Ernest Ansermet, Decca, 1963
- Janet Baker (mezzosoprano) e la New Philharmonia Orchestra, diretta da John Barbirolli, EMI, 1968
- Jessye Norman (soprano) e la London Symphony Orchestra, diretta da Colin Davis, Philips, 1980
- Frederica von Stade (mezzosoprano) e la Boston Symphony Orchestra, diretta da Seiji Ozawa, Columbia, 1981

### Osservazioni
1. ↑  Ravel era particolarmente preoccupato per la frase "En conservant comme Sindbad ma vieille pipe arabe de temps en temps fra mes lèvres" ("Come Sinbad, di volta in volta tenendo la mia vecchia pipa araba tra le labbra"). Nel gergo parigino, "pipe" aveva un doppio significato fallico; Klingsor cambiò la riga in modo che Sinbad alzasse la sua tazza araba dalle labbra.[2]
2. ↑  Entrambe le registrazioni della canzone fatta nella vita di Ravel sono cantate da donne; lo studioso Ravel Roger Nichols scrisse nel 2011 che, per quanto ne sapeva, nessun cantante maschio ha registrato la canzone.[12]